# Sebes István
Sebes István (Szeghalom, 1906. december 15. – Budapest, 1966. december 2.) külügyminiszter-helyettes, nagykövet, országgyűlési képviselő, pártmunkás, eredeti szakmáját tekintve kárpitos.

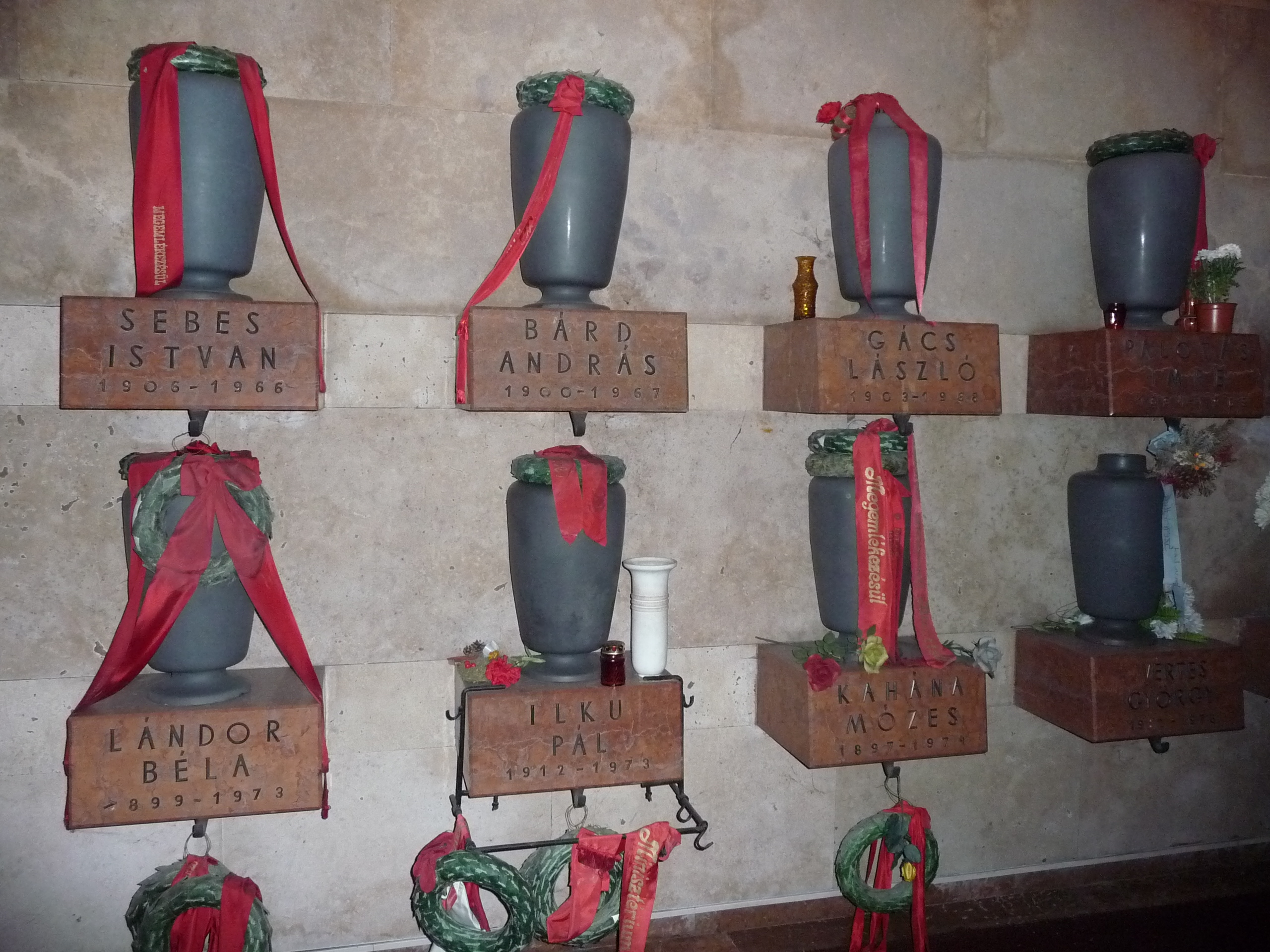
Hamvai a Fiumei úti sírkert Munkásmozgalmi Panteonában (Alsó terem, Felső sor-12.)

## Élete
Édesapja (Spät) Bernát Béla szarvasi születésű tanító, édesanyja Diamant Berta, vallása izraelita. A négy polgári elvégzése után kárpitos segédlevelet szerzett. 16 éves korától volt a Famunkás Szövetség tagja, 20 évesen pedig belépett a KMP-be, s a KIMSZ-be, s a KIMSZ KB titkára lett (1927). 1929-ben letartóztatták, s kétévi fegyházra ítélték. Kiszabadulása után 1931-től 1932-ig újra a KIMSZ titkára volt. 1933-ban a Szovjetunióba ment, ahol a Nemzetközi Lenin Iskolában tanult, visszatérése után pedig 1935-től 1936-ig a KMP Budapesti Bizottságának volt titkára. 1936-ban letartóztatták, és tizenöt év börtönre ítélték, amelyből nyolcat töltött le. 1944-ben deportálták a nyilasok, ám a Harmadik Birodalomba tartó vonatról sikerült megszöknie. A felszabadulás után magas párt- és állami pozíciókat kapott; a Magyar Kommunista Párt Központi Vezetőség Tömegszervezési Osztályának helyettes vezetője, a Káderosztály politikai munkatársa lett (1948-ig). Eközben a Szabad Nép munkatársa volt. 1949. május 15-én a Magyar Függetlenségi Népfront Vas megyei listáján országgyűlési pótképviselő lett, s két év múlva be is hívták. 1950-ben az Állami Ellenőrzési Központ elnök-helyettese, majd a következő évtől elnöke volt. 1953-ban ismét országgyűlési képviselő volt, 1956. április 19-től 1959. augusztus 15-ig pedig külügyminiszter-helyettesként, 1964. december 16-tól pedig bécsi nagykövetként dolgozott. 1954-től a Magyar Dolgozók Pártja Központi Revíziós Bizottságának tagja volt, a következő évtől pedig az állami ellenőrzés miniszter helyettese volt.

## Családja
Testvérei: Sebes György, Sebes Pál, Sebes Imre, Sebes Sándor és Sebes László.